# شیراب
شیراب یک منطقهٔ مسکونی در ایران است که در دهستان دستجرده واقع شده‌است. شیراب ۳۹ نفر جمعیت دارد.  زبان مردم این روستا ترکی آذربایجانی می باشد . شیراب از جمله روستاهای کوچک ایران است . شیراب نسبت به ساکنین از اراضی کشاورزی زیادی بر خوردار است . از پدیده‌های شیراب می‌توان به چنار صدساله،قناتی با قدمت بالای ۱۰۰۰ سال ، توپی‌های بزرگ رسوبی و سد طبيعی خاکی که در دو دهه گذشته بدلیل خشکسالی کاربری خود را از دست داده است اشاره کرد . شیراب از  امکانات دولتی  مانند برق،گاز، تلفن و اینترنت برخوردار است . شیراب از نظر سواد و تحصیل واقعا تحسین برانگیز است بطوریکه با وجود شرایط سخت تحصیل و نبودن امکانات کافی برای تحصیل اکثر مردم این روستا با سواد هستند .   